# Физическое общество имени Лебедева
Физическое общество имени П. Н. Лебедева было создано в 1911 году под названием Московское физическое общество после увольнения П. Н. Лебедева из Московского университета.

## История
Устав Московского физического общества был зарегистрирован 16 марта 1911 года. Согласно уставу общество имело своей целью:
 а) способствовать своими трудами успехам физики; 
 б) оказывать своим членам содействие в их научных занятиях физикой…
.
Общество было создано всего через два месяца после скандального «дела Кассо» — это было содружество либерально настроенных физиков. Планировалось создать библиотеку, собрание приборов, музей, лабораторию, одним словом всё необходимое для независимой работы. Общество также планировало издавать физический журнал и в случае необходимости финансировать работу членов общества.
Первым председателем Московского физического общества был П. Н. Лебедев. Членами первоначального состава общества были В. К. Аркадьев, Г. В. Вульф, Н. Е. Жуковский, А. Ф. Иоффе, П. П. Лазарев, Л. И. Мандельштам, И. П. Павлов, Н. Д. Папалекси, К. А. Тимирязев, Н. А. Умов, П. С. Эренфест, всего 82 человека. В 1916 году членами общества были единогласно избраны Г. С. Ландсберг, С. И. Вавилов, А. Н. Крылов, а в 1924 году также И. Е. Тамм.
В 1912 г после смерти Лебедева, с 1 апреля 1912 г. общество стало официально именоваться Московским физическим обществом имени П. Н. Лебедева. Вторым председателем общества был избран А. А. Эйхенвальд. Тогда в совет общества входили Г. В. Вульф , Н. Е. Жуковский, Б. К. Млодзеевский, К. А. Тимирязев, В. И. Романов.
В 1919 году Съезд физиков постановил образовать общую организацию: «Российская ассоциация физиков», первый съезд её состоялся 1-6 сентября 1920 года. Председателем Бюро организационно комитета был Г. В. Вульф, почётным председателем — А. А. Эйхенвальд.
В 1925 года третьим председателем общества был избран бывший «товарищ председателя» Г. В. Вульф, фактически выполнявший обязанности председателя после отъезда Эйхенвальда в 1920 г. из России. Тогда же членами Совета общества были избраны И. А. Каблуков, Н. П. Кастерин, Л. И. Мандельштам, В. Д. Зернов, М. В. Вильборг, Н. А. Капцов.
Четвёртым председателем, после смерти Г. В. Вульфа в 1925 г., стал Н. П. Кастерин.,